# Tư Mã Hi
Tư Mã Hi (chữ Hán: 司馬晞, 316 - 381), tức Vũ Lăng Uy vương, tên tự là Đạo Thúc (道叔), là đại thần, tông thất nhà Tấn trong lịch sử Trung Quốc.

## Tiểu sử
Tư Mã Hi là con trai thứ của Tấn Nguyên Đế, vua thứ năm của nhà Tấn, cũng là vị vua đầu tiên của thời kì Đông Tấn (317 - 420). Mẹ ông là Vương phu nhân.
Do xuất thân hoàng tử nên Tư Mã Hi nhanh chóng nắm được nhiều chức vụ trọng yếu khi tuổi còn rất trẻ. Năm 318, khi Tấn Nguyên Đế đăng quang, đã phong cho ông làm Vũ Lăng vương. Đến những năm đầu Hàm Hòa (326-334), ông được bổ làm Tán kị thường thị, Tả tướng quân, nhưng về sau đổi làm Trấn quân tướng quân. Năm 342, Tấn Khang Đế (người gọi Tư Mã Hi là chú ruột) lên ngôi, thăng chức quan của ông lên làm Thị trung rồi Bí thư giám. Năm 345, ông được thăng làm Trấn quân Đại tướng quân, Khai phủ nghi đồng tam ti và sang 352 (thời Mục Đế, con Khang Đế), Tư Mã Hi được bổ làm Thái tể, chức vụ rất cao trong triều đình.
Tấn thư đánh giá Tư Mã Hi là người không có học thức nhưng có tài năng quân sự, do đó bị Đại tư mã Hoàn Ôn đố kị. Tháng 1 dương lịch năm 372, Hoàn Ôn phế Hoàng đế Tư Mã Dịch, lập em trai Tư Mã Hi là Cối Kê vương Tư Mã Dục làm vua, tức Tấn Giản Văn Đế, từ đó trở thành người khống chế triều chính. Cùng năm đó, tháng 11 Hoàn Ôn thượng biểu lên Giản Văn Đế, vu cho Tư Mã Hi tội mưu phản, bảo Giản Văn Đế phế đi. Giản Văn Đế đành nghe theo, giáng ông và con trai làm dân thường.
Tuy nhiên Hoàn Ôn vẫn không chịu bỏ qua, lại ép Tân Thái vương Tư Mã Triều dâng thư vu Tư Mã Hi cùng Tác phẩm lang Ân Quyển, Thái tể trưởng sử Dữu Sai, Duyện Tào Tú, Xá nhân Lưu Cường phản nghịch, yêu cầu giết chết Tư Mã Hi. Giản Văn Đế nhất định không chịu, trả lời rằng nếu như không bảo vệ được anh trai thì mình sẽ thoái vị. Hoàn Ôn biết tin, đột nhiên biến sắc, từ đó không dám nhắc đến việc ấy nữa, đồng ý phế ông làm dân thường, đưa Tư Mã Hi và các con trai ông đến quận Tân An.
Năm 381, Tư Mã Hi mất ở Tân An, hưởng dương 66 tuổi. Tấn Hiếu Vũ Đế nghe tin, đến Tây Đường khóc tang, đón gia quyến của ông về kinh rồi truy phong ông làm Tân Ninh quận vương, thụy là Uy vương. Lúc đó hai con lớn của ông là Tư Mã Tống và Tư Mã Phùng đã chết, đế bèn truy phong Tống làm Cấp sự trung, Phùng làm Tán kị lang, còn Tư Mã Tuân được kế thừa tước vương. Sang năm 388, Tư Mã Hi được khôi phục tước Vũ Lăng vương. Tư Mã Tuân sau làm quan đến chức Thái bảo.